# 살치촌
살치촌(스페인어: Salchichón)은 스페인의 여름철 소시지로 주로 돼지고기로 만든다. 양념으로는 주로 후추가 들어가며 돼지고기 외에 소고기, 송아지고기, 말고기 등 다른 고기를 재료로 쓴다.

## 같이 보기
- 소시송
- 초리소